# Гозело (граф Арденненгау)
Гозело (Гоцело, Гозелин, Гозлин) (нем. Gozelo, Gotzelo, Gozelin, лат. Gozlines; ок. 914 — 2 октября 942/16 февраля 943) — граф в Арденненгау и Бидгау, пятый сын Вигериха, пфальцграфа Лотарингии, и Кунигунды.

## Биография
Его происхождение установлено на основании акта, датированного 943 годом, в котором его жена, Ода, сделала пожертвование монастырю Святого Максимина в Трире. В этом акте он упомянут как умерший, его подписали также братья Гозело — Фридрих, Гизельберт и Сигеберт. Поскольку из других исторических источников известно, что Фридрих был братом епископа Меца Адальберона I, который был сыном пфальцграфа Вигериха. На основании этого был сделан вывод, что все упомянутые в данном акте братья также являются сыновьями Вигериха, хотя существует возможность, что кто-то из них родился от второго брака Кунигунды с графом Вердена Рихвина.
О биографии Гозело в отличие от братьев известно очень мало. Его владения находились в Арденгау. Он был полководцем Адальберона I Мецкого, от которого получил во владение виллу Варанжевиль. Кроме того, Гозело подписал один из актов Адальберона, датированный 15 марта 942 года. Судя по всему он умер вскоре после этого.

## Брак и дети
Жена: Ода Мецкая (ум. 10 апреля 963), дочь Жерара I, графа Меца, и Оды Саксонской, дочери герцога Саксонии Оттона I Сиятельного. Дети:
- Готфрид I Пленник (ок. 935/940 — 3 сентября после 998), граф в Бидгау и Метингау в 959/960, граф Вердена с ок. 960, маркграф Энама и Антверпена 969, граф Эно (Геннегау) 958—978
- Ренье (Регинар) (ум. до 985), граф Бастона
- Генрих
- Адальберон (ум. 989), архиепископ Реймса с 969, канцлер Западно-Франкского королевства с 969